# Coruja-cretense
A coruja-cretense (ou Athene cretensis na nomenclatura binomial) é uma espécie extinta de coruja oriunda do Pleistoceno, da ilha grega de Creta, no Mediterrâneo. Foi originalmente nomeada por Weesie em 1982. Em vida, chagava a medir pouco mais de 60 centímetros de altura, era de voo baixo ou nem mesmo voava. A coruja-cretense extinguiu-se pouco depois dos seres humanos começarem a habitar Creta.